# Tabarz/Thür. Wald
Tabarz/Thür. Wald település Németországban, azon belül Türingiában. Lakosainak száma 4165 fő (2023. december 31.). Tabarz/Thür. Wald Waltershausen és Friedrichroda községekkel határos.

## Fekvése
Ruhlától keletre fekvő település.

## Népesség
A település népességének változása:
| Lakosok száma | 3931 | 3992 | 4045 | 4147 | 4202 | 4165 |
|               | 2015 | 2017 | 2019 | 2021 | 2022 | 2023 |